# Michael Hirsch (Philosoph)
Michael Hirsch (* 1966 in Karlsruhe) ist ein deutscher Philosoph, Politologe, Kunsttheoretiker und Autor.
Er ist Privatdozent für Politische Theorie und Ideengeschichte an der Universität Siegen.

## Leben und akademischer Werdegang
Hirsch studierte von 1986 bis 1991 Politikwissenschaft, Philosophie und Neuere Geschichte an der Albert-Ludwigs-Universität Freiburg und an der École normale supérieure in Paris. 2006 wurde er mit seiner Arbeit „Die zwei Seiten der Entpolitisierung“ bei der politischen Theoretikerin Ingeborg Maus an der Goethe-Universität Frankfurt am Main promoviert. 2014 wurde Hirsch mit seiner Arbeit „Die Überwindung der Arbeitsgesellschaft“ am Seminar für Sozialwissenschaften an der Universität Siegen habilitiert.
1997 war er als Teilnehmer der Jackson Pollock Bar auf der documenta X in Kassel vertreten. Seit 1998 unterrichtet er unter anderem an der Akademie der Bildenden Künste München (2003–2008), der Merz Akademie in Stuttgart (2005–2008), der Technischen Universität München (2008–2010) und zuletzt als Vertretungsprofessor für Politische Theorie am Institut für Politikwissenschaft der Universität Hamburg (2012/2013). Seit 2015 lehrt er als Privatdozent Politische Theorie und Ideengeschichte an der Universität Siegen.
Zu seinen Forschungsschwerpunkten gehören Politische Theorie und Ideengeschichte insb. der Moderne und der Postmoderne, Demokratie- und Staatstheorie, Sozialphilosophie, Philosophie der Arbeit, Kritische Theorie und französische Gegenwartsphilosophie, Feminismus und Gleichstellungspolitik, Sozial- und Arbeitspolitik, Ästhetische Theorie und Kunsttheorie. Hirschs Denken steht in der Tradition des Linkskantianismus, der Kritischen Theorie und des Postmarxismus.

## Publikationen

### Monographien
- Mit Kilian Jörg: Durchlöchert den Status Quo! Autonome Zonen, radikale Demokratie und Ökologie. Edition Nautilus, Hamburg 2025, ISBN 978-3-96054-393-0.
- Kulturarbeit. Progressive Desillusionierung und professionelle Amateure. Textem, Hamburg 2022, ISBN 978-3-86485-262-6.

- Utopien des Überflusses. Über künstlerische Arbeit und Bildung in den Zeiten der Krise. Verlag der Kunsthochschule für Medien, Köln 2020, ISBN 978-3-942154-21-5.

- Richtig falsch. Es gibt ein richtiges Leben im falschen. Textem, Hamburg 2019, ISBN 978-3-86485-135-3.

- Die Überwindung der Arbeitsgesellschaft. Eine politische Philosophie der Arbeit. Springer, Wiesbaden 2016, ISBN 978-3-658-09930-5.

- Logik der Unterscheidung. Zehn Thesen zu Kunst und Politik. Textem, Hamburg 2015, ISBN 978-3-86485-090-5.

- Warum wir eine andere Gesellschaft brauchen. Louisoder, München 2013, ISBN 978-3-944153-02-5.

- Die zwei Seiten der Entpolitisierung. Zur politischen Theorie der Gegenwart. Franz Steiner, Stuttgart 2007, ISBN 978-3-515-09089-6.

### Herausgeberschaften
- Symbolische Gewalt. Politik, Macht und Staat bei Pierre Bourdieu. Hrsg.: Michael Hirsch, Rüdiger Voigt (= Staatsverständnisse. Nr. 97). Nomos, Baden-Baden 2017, ISBN 978-3-8487-3291-3.

- Der Staat in der Postdemokratie. Staat, Politik, Recht und Polizei in der neueren französischen Philosophie. Hrsg.: Michael Hirsch, Rüdiger Voigt (= Staatsdiskurse). Franz Steiner, Stuttgart 2009, ISBN 978-3-515-09308-8.

- Adorno. Die Möglichkeit des Unmöglichen/The Possibility of the Impossible (2 Bde., deutsch-englisch). Hrsg.: Michael Hirsch, Nicolaus Schafhausen und Vanessa Joan Müller. Sternberg Press, New York/Berlin 2003, ISBN 978-0-9726806-4-6.

### Aufsätze (Auswahl)
- (2022): Repressive Sozialmoral und unbetrauerbares Leiden. Zur Aktualisierung neomarxistischer Arbeitsutopien, in: Jahrbuch für marxistische Gesellschaftstheorie. #1: Staatskritik Marxistisches Denken, hrsg. vom Redaktionskollektiv: René Bohnstingl, Andreas Kranebitter, Linda Lilith Obermayr und Karl Reitter, Wien: mandelbaum kritik & utopie, S. 56–72.
- (2019): Ideenpolitik, Gesellschaftspolitik und Biopolitik. Zur Neugründung kritischer Politischer Theorie im Namen einer emanzipatorischen Erzählung, in: Kritische Theorie der Politik, hrsg. von Ulf Bohmann und Paul Sörensen, Berlin: Suhrkamp, 367–396.
- (2018): Das Politische als Entpolitisierung der Politik, in: Zeitschrift für kritische Sozialtheorie und Philosophie, Band 5, Heft 2, 182–191.
- (2017): Symbolische Revolutionen und progressiver Etatismus, in: Symbolische Gewalt. Pierre Bourdieus Theorie von Politik, Staat, Gesellschaft und Kultur, hrsg. von ders. und Rüdiger Voigt, Baden-Baden: Nomos, 197–230.
- (2017): Soziale Demokratie als gegenhegemoniales Projekt. Demokratische Frage, soziale Frage und Geschlechterfrage, in: Perspektiven sozialer Demokratie in der Postdemokratie, hrsg. von Oliver Eberl und David Salomon, Wiesbaden: Springer VS,  229–251.
- (2016): Jenseits des Banns – Mythos des Immergleichen oder neue Fortschrittssquenz, in: Absolute Gegenwart, hrsg. von Marcus Quent, Berlin: Merve, 86–112.
- (2016): Kritische Politische Theorie und emanzipatorische Gesellschaftstheorie, in: Politische Theorie und Gesellschaftstheorie – Zwischen Erneuerung und Ernüchterung, hrsg. von Sybille de la Rosa und Michael Haus, Baden-Baden: Nomos, 149–168.
- (2014): Repolitsierung des Feminismus. Jenseits von Postdemokratie und Entpolitisierung sozialer Bewegungen, in: Forschungsjournal Soziale Bewegungen, Heft 1, 54–63.
- (2014): The Exception and the Rule. Philosophy as Utopia, Model, and Life Form / Die Ausnahme und die Regel. Philosophie als Utopie, Modell und Lebensform (e/d), in: Inaesthetics Nr. 4, Berlin: Merve, 142–177.
- (2014): Funktionen der Funktionslosigkeit. Ästhetischer und politischer Messianismus nach Adorno, in: Das Versprechen der Kunst. Aktuelle Zugänge zu Adornos ästhetischer Theorie, hrsg. von Marcus Quent und Eckardt Lindner, Wien: Turia + Kant, 67–86.
- (2012): Verteilungskonflikte von Arbeit, Einkommen und sozialer Anerkennung. Ein egalitäres, radikaldemokratisches und feministisches Programm, in: Demokratie und Gerechtigkeit in Verteilungskonflikten, hrsg. von Regina Kreide, Claudia Landwehr und Katrin Toens, Baden-Baden: Nomos, 261–280.
- (2011): Nominalismus der radikalen Demokratie. Zur kritischen Theorie der Politik im Linkskantianismus, in: Transnationalisierung der Volkssouveränität. Radikale Demokratie diesseits und jenseits des Staates, hrsg. von Oliver Eberl, Stuttgart: Stuttgart: Franz Steiner, 57–82.
- (2010): Der symbolische Primat des Politischen und seine Kritik, in: Das Politische und die Politik, hrsg. von Thomas Bedorf und Kurt Röttgers, Frankfurt am Main: Suhrkamp, 335–363.
- (2010): Konkrete Utopien der Arbeit in Freiheit/Concrete Utopias of Working in Freedom, in: Der symbolische Auftraggeber, hrsg. von Sören Grammel, Berlin / New York: Sternberg Press, 71–96.
- (2010): Das Axiom der Egalität und die elitäre Verselbständigung der Politik. Über Politik und Ethik bei Alain Badiou, in:  Treue zur Wahrheit. Die Begründung der Philosophie Alain Badious, hrsg. Jens Knipp und Frank Meier, Münster: Unrast, 63–84.
- (2010): Die Restauration der androzentrischen Arbeitsgesellschaft. Hartz IV und die Hegemonie der Erwerbsarbeit, in: Blätter für deutsche und internationale Politik, 11/2010, 67–74.